# Dirty Old Town
"Dirty Old Town" es una canción escrita por el artista inglés Ewan MacColl  en 1949. La canción se popularizó después de que The Dubliners (y más tarde The Pogues) hicieran una versión de esta. Por ello, a pesar de haber sido escrita sobre una ciudad inglesa, es comúnmente asociada a Irlanda.

## Historia
La canción fue escrita en referencia a la ciudad de Salford, entonces perteneciente al condado de Lancashire y actualmente a Gran Mánchester, Inglaterra, lugar donde Ewan MacColl creció. Cuando escribió la canción, el gobierno local reaccionó de manera negativa ante la canción debido a que ésta se refería a la ciudad como un lugar sucio. Después de una considerable crítica, la letra de la canción cambió "smelled a Spring on the Salford wind" por "smelled a spring on the smoky wind" suavizando así la descripción del olor de la ciudad. The Spinners hizo la primera versión popular de esta canción, que fue llamada "Salford wind". 
Fue originalmente compuesta para cubrir un pequeño interludio y un cambio de escena en una obra de teatro llamada Landscape with Chimneys (Paisaje con Chimeneas), pero su popularidad fue creciendo dentro de la música folk y la canción se convirtió en un clásico del género.
En 1969 Rod Stewart la incluyó en su álbum debut como solista llamado An Old Raincoat Won't Ever Let You Down y normalmente suele tocarla en sus recitales, inclusive la cantó junto a su hija Ruby en un mini recital en línea a raíz del Covid 19.

## Tema
La canción describe un emotivo y amargo cuadro de la industrialización del norte de Inglaterra, y es un presagio de la llamada escuela de escritores Angry Young Man de los cincuenta. 